# Видов, Михаил Капитонович
Михаил Капитонович Видов (1906 — 1 августа 1943) — политработник, старший батальонный комиссар (1942), замполит 255-й бригады морской пехоты, участник боев за Новороссийск и десантов на Малую Землю. Погиб в 1943 году.

## Биография
Родился в 1906 году в д. Перчи (ныне не существует) Кобиевского района, Ивановской области в семье крестьянина-батрака.
После окончания 7 классов батрачил — работал сплавщиком леса, плотничал. После Революции ушёл на заработки в город — работал на железной дороге.
В 1930 году был выдвинут на культурно-просветительную работу в Московской областной краеведческий музей города Истра. Член ВКП(б) с 1930 года.
В РККА с 1932 года — был направлен истринской партийной организацией в Московскую военную политшколу, по окончании которой служил в Забайкалье политруком роты, инструктором полка — в 1938 году присвоено звание «Батальонный комиссар». С декабря 1940 года — заместитель командиров курсов политработников.

### Великая Отечественная война
С 15 июля 1941 года — заместитель командира по полит части 991-го стрелкового полка только что сформированной в Орле 258-й стрелковой дивизии сразу же брошенной под Брянск, затем оборонявшей города Орёл, Тула, Калуга, осенью 1941 года, прикрывая отход 50-й армии, державшей оборону у р. Десна под Жуковкой. За успешные бои дивизия преобразована в гвардейскую.
Приняв на себя командования полком поле гибели командира успешно руководил ведущимися боями:

Только в одном из боёв в деревне Новосёлки 6 октября полк уничтожил до батальона немецкой пехоты, захватив боеприпасы и оружие… 13 октября полк в деревне Нехачи разгромил два батальона 256-го пехотного полка 112-й пехотной дивизии … в боях на Тульском направлении 12-14 ноября, когда тов. Видов командовал полком, противник в результате сильных контратак полка был выбит из населённых пунктов Пронино, Есипово, Бизюкино, оставив на поле боя свыше двухсот раненных и убитых.— из наградного листа на Орден Красного Знамени, 24 ноября 1941 года
В январе 1942 года направлен на высшие курсы усовершенствования политсостава РККА, 28 февраля 1942 года присвоено звание «Старший батальонный комиссар», осенью заменено на «Полковник».
После окончания курсов направлен на должность заместителя командира по политической части в формирующуюся под Новороссийском 255-ю бригаду морской пехоты.
Осенью 1942 года вместе с бригадой участвовал в боях под Туапсе и Новороссийском.

О бесстрашии комиссара матросы готовы были говорить часами. Подчас этим рассказам трудно верилось. Но я сам видел комиссара в бою. Сколько было боев в сентябре и октябре 1942 года — Садовое и Шапсугская, цементные заводы Новороссийска и гора Сахарная Головка… И всюду, в самых опасных местах, в самом яростном огне я видел комиссара Видова. — из мемуаров И. Ф. Журухина, в 1942 году - лейтенанта 225-го полка морской пехоты, в будущем капитана 1 ранга
Участник боёв на Малой земле — в составе десанта в ночь на 6 февраля 1943 года высадившегося в помощь десантному отряду под командованием майора Ц. Л. Куникова.
За политическое руководство бригадой в боевых операциях награждён Орденом Александра Невского.
1 августа 1943 года убит немецким снайпером во время проверки готовности войск к очередной операции на Малой Земле. Похоронен на Геленджикском кладбище.

## Награды
Награждён орденами Красного Знамени (31.12.41), Красной Звезды (13.12.42), Александра Невского (13.12.43).

## Память
В 1943 году после освобождения Новороссийска от немецко-фашистских захватчиков одна из улиц города была переименована в улицу Видова, на ней установлена памятная стела.
Имя Видова носит средняя школа № 40 в Новороссийске, с 2002 года в школе функционирует детская организация «Юный Видовец».